# Corbeilles
Corbeilles ist eine französische Gemeinde mit 1.579 Einwohnern (Stand: 1. Januar 2022) im Département Loiret in der Region Centre-Val de Loire. Fontenay-sur-Loing gehört zum Arrondissement Montargis und zum Kanton Courtenay. Die Einwohner werden Corbeillois genannt.

## Geographie
Corbeilles liegt etwa 45 Kilometer ostnordöstlich von Orléans in der Landschaft Gâtinais. Der Fluss Fusain fließt an der nordöstlichen Gemeindegrenze entlang. Umgeben wird Corbeilles von den Nachbargemeinden Bordeaux-en-Gâtinais im Norden, Sceaux-du-Gâtinais und Courtempierre im Nordosten, Mignerette im Osten und Südosten, Chapelon im Südosten, Lorcy im Süden, Juranville im Westen und Südwesten sowie Auxy im Westen und Nordwesten.
Am Nordrand der Gemeinde führt die Autoroute A19 entlang.

## Bevölkerungsentwicklung
| Jahr                       | 1962 | 1968 | 1975 | 1982 | 1990 | 1999 | 2006 | 2013 | 2018 |
| Einwohner                  | 1395 | 1506 | 1430 | 1414 | 1452 | 1467 | 1474 | 1500 | 1547 |
| Quellen: Cassini und INSEE |      |      |      |      |      |      |      |      |      |

## Sehenswürdigkeiten

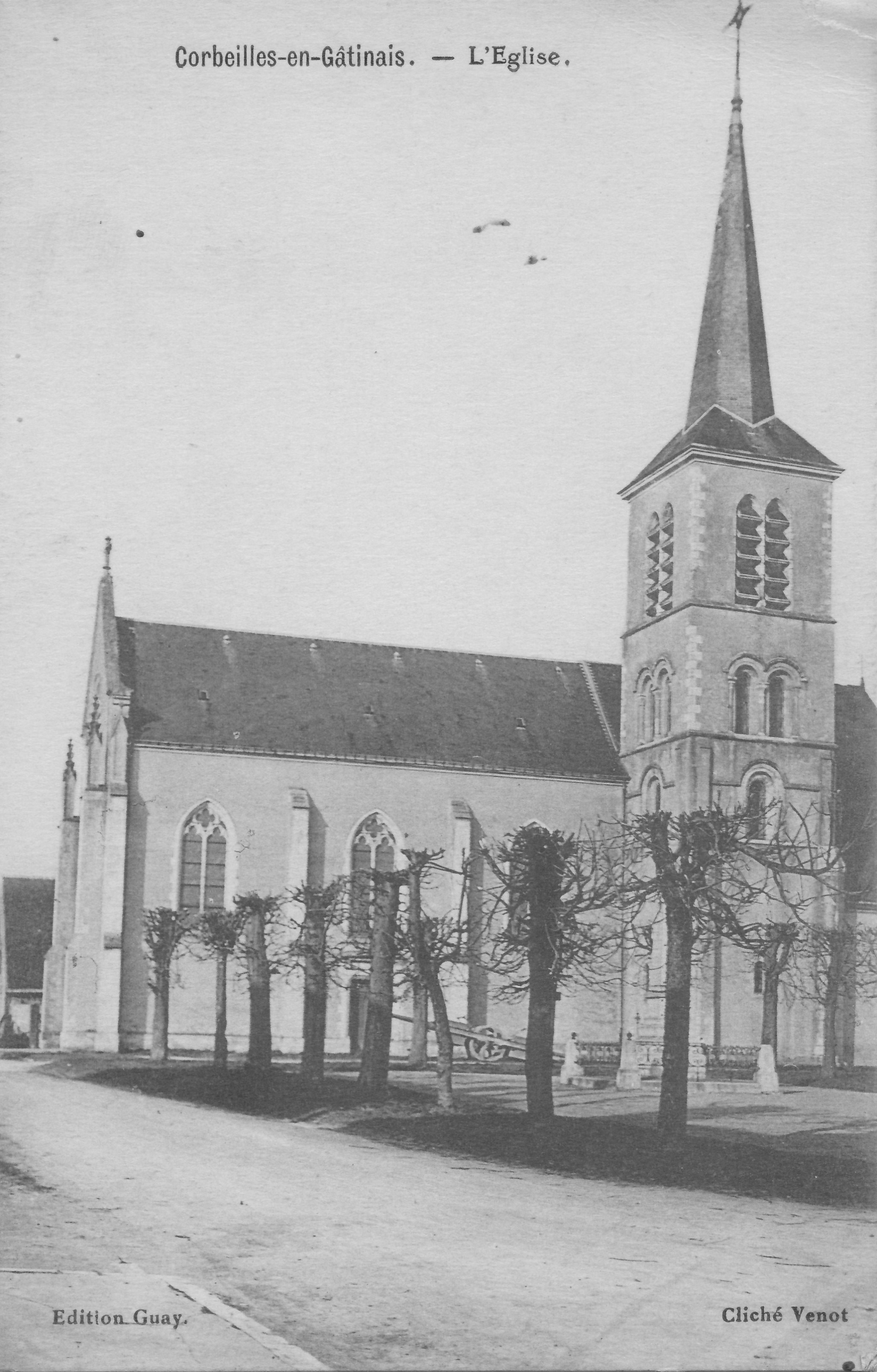
Kirche Saint-Germain auf einer Postkarte von 1939

- Kirche Saint-Germain
- Schloss Corbeilles